# Appareil d'Ingenhousz

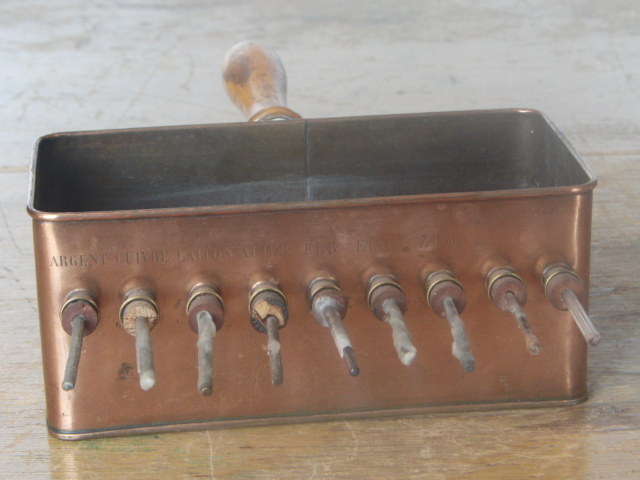
Appareil d'Ingenhousz pour l'étude de la conductivité thermique de différents matériaux.

L'appareil d'Ingenhouz permet de comparer les conductibilités de différents matériaux.

## Description
L'appareil d'Ingenhousz est une cuve de laiton à manche percée de plusieurs trous dans lesquels sont introduites des tiges de même géométrie mais de natures différentes.

## Fonctionnement
Chacune des tiges est recouverte dans sa partie extérieure de cire. On verse de l'eau très chaude dans le récipient.
Après un certain temps, on observe les tiges. Les zones où la cire a fondu sont d'autant plus longues que la tige conduit mieux la chaleur.